# 中国皮划艇协会
中国皮划艇协会是中华人民共和国皮划艇运动从业者组成的全国性体育组织，由中华全国体育总会领导，成立于1981年5月，会址位于北京市。